# Європейська демократична партія
Європейська демократична партія (ЕДП) — центристська соціал-ліберальна європейська політична партія, що підтримує європейську інтеграцію. Була заснована 16 квітня 2004 року, зареєстрована 9 грудня. Як співголови партії виступили лідери Союзу за французьку демократію Франсуа Байру і Демократія — це свобода Франческо Рутеллі.
ЕДП була заснована у відповідь на зростання євроскептицизму в структурах Євросоюзу. Партія зібрала навколо себе проєвропейські центристські сили з Європейської народної партії, сформувавши новий багатонаціональний блок.

## Члени
- Бельгія: Громадянський рух за зміни
- Кіпр: Європейська партія
- Чехія: Шлях змін
- Франція: Демократичний рух, колишній Союз за французьку демократію
- Литва: Партія праці
- Сан-Марино: Народний альянс
- Ірландія: Маріан Харкін, незалежний депутат Європарламенту
- Іспанія і Франція: Баскська націоналістична партія